# Павлин в геральдике
Павлин — естественная негеральдическая гербовая фигура.
Эмблема бессмертия, имеет индийское происхождение, но часто использовалась в Европе. В геральдике обозначает любовь к самому себе и постоянное самоуважение, огромное и великолепное богатство, откуда пошли перья на шляпах, но также из-за своих зорких глаз — бдительность.

## История
Родина и наибольший ареал павлинов — Индия, Цейлон и Ява. С глубокой древности жители Южной Азии считают павлина священной птицей. Веками индуистское духовенство охраняло и подкармливало диких павлинов, живших вокруг храмов. Верования были таковы, что никто даже не помышлял убить птицу ради её перьев или мяса, подобного куриному. Жители заводили их на своих участках, так как павлины нападали на змей и убивали их, охраняя тем самым и самих хозяев. Во время резких похолоданий в регионе, когда люди не привыкшие к холоду гибли, то павлины прекрасно переносили короткие заморозки, что вызывало у верующих особое почтение. Но наибольшее «чудо» — мясо павлинов. Если он погибал здоровым, а не умер от болезни, то его мясо не протухало в условиях жаркого климата, оно просто ссыхалось, затвердевало, каменело, но не гнило, не издавало запаха разложения и было нетленно, как у святых людей. Именно это и послужило причиной того, что в глубокой древности павлин стал эмблемой бессмертия. Греки узнавшие от персов о свойствах этой птицы, изображали павлинов, усевшихся на колесницы богов, не только как достойное украшение для богов, но и как эмблему их бессмертия.
Только в России, и негде больше, павлин рассматривался как символ тщеславия. Причиной послужило, что в конце XVIII века павлинов стали разводить в помещичьих усадьбах и за его гибель, помещик мог жестоко наказать провинившегося. Отсюда в крестьянской, а потом и в мещанской среде, на павлинов была перенесена вся ненависть крестьянина на помещика, на бесполезную в хозяйстве «барскую птицу». Впоследствии павлина, как и его хозяина, наделили надменностью, самодовольством, праздной роскошью.
Особняком стоит эмблема Серпухова, который с конца XVI века был связан с павлином и утвержден в 1781 году гербом Серпухова. В XIX веке было придумано искусственное объяснение, что этот герб означает победу над тщеславным врагом. В действительности же герб Серпухова служит ясным указанием на его бессмертие, ибо будучи стратегическим пунктом Московского государства на подступах с юга к Москве, принимал на себя первые удары крайне разорявшие город, который вновь возрождался. В современной истории город подтвердил своё предназначение, сыграв в 1919 и Великой Отечественной войне выдающуюся роль и тем самым подтвердил своё неоспоримое право на герб с павлином — символом бессмертия.

## Блазонирование
На щитах и в гербах павлины всегда представляют поворачивающимися и с раскрытым хвостом. В редчайших случаях изображаются со сложенным хвостом и встречаются павлины «химирические», то есть с головой человека. Если павлин изображён золотой в синем поле, то он обозначает превосходство, соединённое с учтивой душой и великодушием. Представление о приписываемом суетном тщеславие павлина, дополняет хохолок на макушке головы, для которого в блазонировании употребляют французский термин «эгрет» (aigrette).

## Галерея

Герб Серпухова
Герб Ньюарк-он-Трента
Герб Сен-Поль-Кап-де-Жу
Герб Пего